# Ізборський клуб

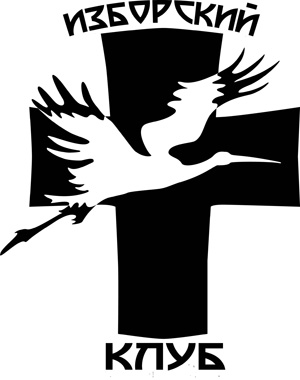

«Ізборський клуб» (рос. Изборский клуб) — російська консервативно-націоналістична суспільна організація та спільнота експертів, що спеціалізуються на вивченні зовнішньої і внутрішньої політики Росії.
Клуб був створений у вересні 2012 року під час святкування 1150-річчя міста Ізборськ за підтримки губернатора Псковської області. Головою клубу був обраний письменник О.А. Проханов.
З початку 2013 видає однойменний журнал.

## Вплив
Організація має значні фінансові ресурси та зв'язки з Кремлем. На її засіданнях брали участь міністр культури РФ Володимир Мединський, губернатори багатьох областей та голови республік (Якутія, Дагестан, Чечня). Вважається, що ця організація відображає погляди консервативної части російської еліти.

## Члени організації
Членами клубу є: Жорес Алфьоров, Володимир Бортко, Сергій Глазьєв, Михайло Дєлягін, Олександр Дугін, Максим Калашников, Михайло Леонтьєв, Іван Охлобистін, Михайло Хазін, архімандрит Тихон (Шевкунов), Максим Шевченко, Олег Платонов, Микола Стариков, Андрій Фурсов, Захар Прилєпін та ішні.

## Розташування
За словами Дугіна, станом на 2016 рік має відділення в Сербії, країнах Балтії, Молдові і на Донбасі.